# Alejandro Sánchez Palomero
Alejandro Sánchez Palomero né le 6 novembre 1986 à Salamanque est un nageur et triathlète handisport espagnol, champion d'Europe de paratriathlon PTS3 en en 2015 et 2016, médaillé de Bronze aux Jeux paralympiques de Pékin 2008 en Natation SB8 et aux Jeux paralympique de Rio 2016 en Paratriathlon PTS3.

## Palmarès

### En triathlon
Le tableau présente les résultats les plus significatifs (podium) obtenus sur le circuit international de paratriathlon depuis 2015. 
| Année | Paratriathlon                               | Pays                | Position           | Temps          |
| ----- | ------------------------------------------- | ------------------- | ------------------ | -------------- |
| 2021  | Jeux paralympiques de Tokyo PTS4            | Japon               | Médaille de bronze | 1 h 4 min 24 s |
| 2021  | Championnats du monde de paratriathlon PTS4 | Émirats arabes unis | Médaille de bronze | 1 h 3 min 54 s |
| 2019  | Coupe du monde - étape de Banyoles PTS4     | Espagne             | Médaille d'or      | 1 h 2 min 32 s |
| 2019  | Championnats du monde de paratriathlon PTS4 | Suisse              | Médaille de bronze | 1 h 7 min 9 s  |
| 2018  | Coupe du monde - étape d'Aguilas PTS4       | Espagne             | Médaille d'or      | 1 h 7 min 0 s  |
| 2018  | Championnats du monde de paratriathlon PTS4 | Australie           | Médaille d'argent  | 1 h 4 min 57 s |
| 2016  | Championnats d'Europe de paratriathlon PTS4 | Portugal            | Médaille d'or      | 1 h 7 min 44 s |
| 2016  | ITU Aguilas PTS4                            | Espagne             | Médaille d'or      | 1 h 9 min 51 s |
| 2016  | Championnats du monde de paratriathlon PTS4 | Pays-Bas            | Médaille d'argent  | 1 h 8 min 50 s |
| 2015  | Championnats d'Europe de paratriathlon PTS4 | Suisse              | Médaille d'or      | 1 h 7 min 0 s  |
| 2015  | ITU Londres PTS4                            | Royaume-Uni         | Médaille d'or      | 1 h 9 min 33 s |
| 2015  | Championnats du monde de paratriathlon PTS4 | États-Unis          | Médaille d'argent  | 1 h 9 min 15 s |

### En natation

#### Jeux paralympiques
| Discipline / Année   | Pékin 2008 | Londres 2012 |
| 100 m Brasse SB8     | Bronze     | 16e          |
| 200 m Est. Indv. SM8 | 4e         | 18e          |